# Quartett im Bett
Quartett im Bett ist eine deutsche Komödie des Regisseurs Ulrich Schamoni aus dem Jahr 1968.

## Handlung
Quartett im Bett (Untertitel: „Klatsch, Klatsch, Schenkelchen – Opa wünscht sich Enkelchen“)  spielt in West-Berlin im Sommer 1968. Es wird das Lebensgefühl der Zeit anhand mehrerer musikalischer Quartett-Formationen gezeigt. Die vom Quartett von Insterburg & Co. gespielten Gammler Ingo, Jürgen, Peter und Karl ziehen durch die Hinterhöfe von Kreuzberg, wo sie herumblödeln. Sie vertreiben sich die Zeit mit Ulk-Gedichten und dem Bau von Instrumenten sowie mit ihrer gemeinsamen Freundin.
Ihnen gegenüber repräsentieren die vier sächsischen Schwestern Johanna, Rosemarie, Eva und Hannelore mit ihren Pudeln das glitzernde Showgeschäft. Zu Beginn ihrer Deutschland-Tournee werden sie sogar im Rathaus Schöneberg empfangen. In der Kongresshalle kommt es schließlich zu einem gemeinsamen Auftritt der beiden ungleichen Quartette, bis der Manager der Damen sie wieder von den Männern trennt.
Als drittes Quartett treten, ebenfalls von Insterburg & Co. gespielt, vier arabische Scheichs auf, denen das offizielle Berlin vorgestellt wird. Besonders hat es ihnen jedoch das Sex-Geschäft angetan, wo sie körbeweise einkaufen. Am Ende steigen sie mit Sprechblasen, die verkünden, sie seien Berliner, wieder in ihr Flugzeug.

## Kritik
„‚Quartett im Bett‘ - das ist der blanke Unsinn, purer Nonsens, kompletter, wenn auch köstlicher Schwachsinn – perfekt dargeboten. Regisseur und Autor Ulrich Schamoni macht sich lustig über Berlin und schaut dabei auf ‚sein‘ Berlin – das liegt in Kreuzberg.“

„Musikbesessener Pop-Film vor der Kulisse West-Berlins. Milde Zeitkritik, die den herben Charme des Berlin-Kreuzberger Künstler-Milieus mit Großstadt-Romantik verklärt und alles durch die freundliche Brille sanfter Ironie erblickt: vor allem das Lebensgefühl der jungen Leute von heute. Freizügig, aber nicht spekulativ und somit ansehbar ab 18.“

„Ein musikalisch interpretiertes Zeitbild von Westberlin (1968), das den Gegensatz zwischen der etablierten Gesellschaft und antibürgerlichen Lebensformen in einer Parade kabarettistischer und parodistischer Einfälle zum Unterhaltungsvergnügen macht. Ein Film von Ulrich Schamoni mit der Insterburg-Band.“

„Die amourösen und sonstigen Abenteuer von vier Herumtreibern in Berlin, deren ‚antibürgerliche‘ Lebensform im harten Gegensatz zu der etablierten Gesellschaft und zum ‚offiziellen‘ Berlin-Image steht. Eine peinliche Aneinanderreihung flauer, kabarettistisch gemeinter Gags mit der damals populären Band ‚Insterburg & Co.‘ – einer Komiker-Truppe, die aus der rebellischen 68er-Stimmung kräftig Kapital schlug und als Trittbrettfahrer bei der Studentenbewegung mitfuhr.“

## Auszeichnungen
Ulrich Schamoni erhielt für die Regie 1969 den Ernst-Lubitsch-Preis.